# 샤마흐구
샤마흐구(아제르바이잔어: Şamaxı rayonu)는 아제르바이잔 동부에 위치한 구로 행정 중심지는 샤마흐이며 면적은 1,611km2, 인구는 85,308명이다. 러시아 제국의 지배 하에 있던 1846년 바쿠현이 신설되면서 아제르바이잔 동부 지방의 중심지가 되었지만 1859년 이 곳에 지진이 발생하면서 바쿠에 그 자리를 내주게 된다.